# Championnat d'Afrique du Nord de football 1954
Navigation
Championnat AFN 1953 Championnat AFN 1955
Cet article traite de l'édition 1954 du Championnat d'Afrique du Nord de l'ULNA. Il s'agit de la vingt-huitième édition de cette compétition qui se terminera par une victoire du Sporting Club Bel-Abbès.
Les deux équipes qui se rencontrent en finale sont le Sporting Club Bel-Abbès de la Ligue d'Oran et le Club sportif de Hammam Lif de la Ligue de Tunisie. Elle se termine par une victoire du Sporting Club Bel-Abbès sur le score de six buts à un.
Le Sporting Club Bel-Abbès remporte la compétition pour la septième fois de son histoire et permet à sa ligue, la Ligue d'Oran d'obtenir son dixième tire dans cette compétition. Le Club sportif de Hammam Lif est défait pour la seconde fois en finale dans cette compétition et pour sa ligue, il s'agit de la cinquième défaite en finale.
Au total lors cette édition, 4 matchs ont été joués avec 5 participants des cinq ligues différentes que sont la Ligue d'Alger, la Ligue d'Oran, la Ligue de Tunisie, la Ligue du Maroc et la Ligue de Constantine.

## Résumé de la saison dernière
La saison précédente de la compétition avait été remportée par le Sporting Club Bel-Abbès de la Ligue d'Oran, ce qui lui a permis de détenir six titres dans la compétition. Il affronta ainsi le FC Blida dans une finale disputé à Oran le 7 juin 1953 contre le représentant de la Ligue d'Alger. Cette rencontre s’était terminé par une victoire sans appel par quatre buts à zéro.
Le championnat était composé du Sporting Club Bel-Abbès de la Ligue d'Oran, du FC Blida de la Ligue d'Alger, du Sport Athlétique de Marrakech de la Ligue du Maroc, de la Jeunesse Sportive Musulmane Philippeville de la Ligue de Constantine et du Sfax railway sport de la Ligue de Tunisie.

## Ligue d'Alger
Classement final:
| Rang | Équipe            | Pts | J  | G  | N  | P  | Bp | Bc | Diff |
| ---- | ----------------- | --- | -- | -- | -- | -- | -- | -- | ---- |
| 1    | GS Alger          | 53  | 22 | 14 | 3  | 5  | 0  | 0  | 0    |
| 2    | MC Alger          | 52  | 22 | 11 | 8  | 3  | 34 | 23 | +11  |
| 3    | AS Boufarik       | 51  | 22 | 13 | 7  | 4  | 0  | 0  | 0    |
| 4    | FC Blida          | 50  | 22 | 9  | 10 | 3  | 0  | 0  | 0    |
| 5    | O. Marengo        | 45  | 22 | 8  | 7  | 7  | 0  | 0  | 0    |
| 6    | Red Star Algérois | 43  | 22 | 6  | 9  | 7  | 0  | 0  | 0    |
| 7    | USM Blida         | 43  | 22 | 7  | 7  | 8  | 0  | 0  | 0    |
| 8    | Stade Guyotville  | 42  | 22 | 6  | 8  | 8  | 0  | 0  | 0    |
| 9    | O Hussein-Dey     | 41  | 22 | 6  | 7  | 8  | 0  | 0  | 0    |
| 10   | AS Saint-Eugène   | 38  | 22 | 4  | 8  | 10 | 0  | 0  | 0    |
| 11   | RC Maison-Carrée  | 36  | 22 | 4  | 6  | 12 | 0  | 0  | 0    |
| 12   | GS Orléansville   | 34  | 22 | 2  | 8  | 12 | 0  | 0  | 0    |

- Champion de Promotion Honneur

- Vice-champion de Promotion Honneur

- Relégué

## Ligue d'Oran
Classement final le 16 mai 1954:
| Rang | Équipe          | Pts | J  | G  | N | P  | Bp | Bc | Diff |
| ---- | --------------- | --- | -- | -- | - | -- | -- | -- | ---- |
| 1    | SC Bel-Abbès    | 56  | 21 | 16 | 3 | 2  | 46 | 13 | +33  |
| 2    | USSC Témouchent | 54  | 22 | 13 | 6 | 2  | 29 | 11 | +18  |
| 3    | USM Oran        | 50  | 21 | 14 | 1 | 6  | 49 | 27 | +22  |
| 4    | GC Oran         | 50  | 22 | 12 | 4 | 6  | 43 | 29 | +14  |
| 5    | SS Marsa        | 48  | 22 | 9  | 8 | 5  | 32 | 31 | +1   |
| 6    | FC Oran         | 46  | 22 | 10 | 4 | 8  | 33 | 26 | +7   |
| 7    | CDJ Oran        | 43  | 22 | 8  | 5 | 9  | 34 | 11 | +23  |
| 8    | AGS Mascara     | 41  | 22 | 7  | 5 | 10 | 36 | 40 | -4   |
| 9    | USM Bel-Abbès   | 38  | 22 | 5  | 6 | 11 | 21 | 35 | -14  |
| 10   | IS Mostaganem   | 38  | 22 | 6  | 4 | 12 | 24 | 35 | -11  |
| 11   | JSM Tlemcen     | 30  | 22 | 3  | 2 | 17 | 19 | 51 | -32  |
| 12   | GC Saïda        | 30  | 22 | 3  | 2 | 17 | 16 | 43 | -27  |

- Champion de Promotion Honneur

- Vice-champion de Promotion Honneur

- Relégué

## Ligue de Constantine
| Rang | Équipe            | Pts | J | G | N | P | Bp | Bc | Diff |
| ---- | ----------------- | --- | - | - | - | - | -- | -- | ---- |
| 1    | ESFM Guelma       |     |   |   |   |   |    |    |      |
| 2    | AS Bône           |     |   |   |   |   |    |    |      |
| 3    | MO Constantine    |     |   |   |   |   |    |    |      |
| 4    | USM Bône          |     |   |   |   |   |    |    |      |
| 5    | JS Djijel         |     |   |   |   |   |    |    |      |
| 6    | JBAC Bône         |     |   |   |   |   |    |    |      |
| 7    | JSM Philippeville |     |   |   |   |   |    |    |      |
| 8    | EJ Philippeville  |     |   |   |   |   |    |    |      |
| 9    | CS Constantine    |     |   |   |   |   |    |    |      |
| 10   | AS Batna          |     |   |   |   |   |    |    |      |
| 11   | RC Philippeville  |     |   |   |   |   |    |    |      |
| 12   | US Tebessa        |     |   |   |   |   |    |    |      |

- Champion de Promotion Honneur

- Vice-champion de Promotion Honneur

- Relégué

## Ligue du Maroc
- Classement DH LMFA 1953-1954

| Rang | Équipe             | Pts | J  | G | N  | P | Bp | Bc | Diff |
| ---- | ------------------ | --- | -- | - | -- | - | -- | -- | ---- |
| 1    | Racing Casablanca  |     |    |   |    |   |    |    |      |
| 2    | Wydad Casablanca   | 48  | 22 | 8 | 10 | 4 | 30 | 24 | +6   |
| 3    | Stade Marocain     |     |    |   |    |   |    |    |      |
| 4    | SCC Roches Noires  |     |    |   |    |   |    |    |      |
| 5    | USD Meknès         |     |    |   |    |   |    |    |      |
| 6    | US Marocaine       |     |    |   |    |   |    |    |      |
| 7    | Fath US            |     |    |   |    |   |    |    |      |
| 8    | SA Marrakech       |     |    |   |    |   |    |    |      |
| 9    | AS Tanger-Fès      |     |    |   |    |   |    |    |      |
| 10   | MC Oujda           |     |    |   |    |   |    |    |      |
| 11   | Olympique Marocain |     |    |   |    |   |    |    |      |
| 12   | Maghreb AS         |     |    |   |    |   |    |    |      |

- Champion

- Vice-champion

- Relégué

## Ligue de Tunisie
Championnat de Tunisie de football 1953-1954
Le classement final du championnat est le suivant :
| Rang | Équipe               | Pts | J  | G  | N | P  | Bp | Bc | Diff |
| ---- | -------------------- | --- | -- | -- | - | -- | -- | -- | ---- |
| 1    | CS Hammam Lif (T, C) | 64  | 22 | 20 | 2 | 0  | 84 | 7  | +77  |
| 2    | Sfax RS              | 54  | 22 | 13 | 6 | 3  | 52 | 23 | +29  |
| 3    | ES Tunis             | 52  | 22 | 13 | 4 | 5  | 49 | 27 | +22  |
| 4    | Patrie FC bizertin   | 43  | 22 | 7  | 7 | 8  | 33 | 45 | -12  |
| 5    | ES Sahel             | 42  | 22 | 7  | 6 | 9  | 35 | 40 | -5   |
| 6    | Club africain        | 41  | 22 | 7  | 5 | 10 | 37 | 40 | -3   |
| 7    | Olympique de Tunis   | 40  | 22 | 6  | 6 | 10 | 36 | 43 | -7   |
| 8    | CA bizertin          | 39  | 22 | 5  | 7 | 10 | 18 | 34 | -16  |
| 9    | Club Tunisien        | 39  | 22 | 5  | 7 | 10 | 24 | 42 | -18  |
| 10   | Patriote de Sousse   | 39  | 22 | 6  | 5 | 11 | 36 | 66 | -30  |
| 11   | US Ferryville        | 38  | 22 | 6  | 4 | 12 | 32 | 39 | -7   |
| 12   | AS française         | 37  | 22 | 6  | 3 | 13 | 34 | 64 | -30  |

## Compétition Finale

### Match d’Élimination
Lors du match d'élimination deux des cinq équipes sont tirés au hasard pour s'affronter. Le vainqueur se qualifie immédiatement en demi-finale. Le Sporting Club Bel-Abbès de la Ligue d'Oran et le Gallia Sports d'Alger de la Ligue d'Alger sont ainsi les deux clubs devant s'affronter. La rencontre a lieu à Alger.
- match d'élimination joués le 23 mai 1954[5],[6]:

|   | Date | Club                | Score | Club            | Lieu  |
| - | ---- | ------------------- | ----- | --------------- | ----- |
| 1 |      | SC Bel-Abbès (LOFA) | 3 - 1 | GS Alger (LAFA) | Alger |

| Titulaires : |  |
| |  |
| 1. Di Orio 2. Manolo Rodriguez 3. Cano 4. Piou Diaz 5. André Liminana 6. Slimane Ben Yamina 7. Hubert Gros 8. Jean Marion 9. Gomez 10. Aber Djilali 11. Amato Olmiccia |  |
| Entraîneur : |  |
| René Rebibo |  |

| Titulaires : |  |
| |  |
| 1. Fabiano 2. Ferrasse 3. Marcel Salva 4. Cerdan 5. Torres 6. Gambarutti 7. Calman 8. Fortuné 9. Bagur 10. Déléo 11. Mercadal |  |

| Titulaires : |  |
| |  |
| 1. Di Orio 2. Manolo Rodriguez 3. Cano 4. Piou Diaz 5. André Liminana 6. Slimane Ben Yamina 7. Hubert Gros 8. Jean Marion 9. Gomez 10. Aber Djilali 11. Amato Olmiccia |  |
| Entraîneur : |  |
| René Rebibo |  |

| Titulaires : |  |
| |  |
| 1. Fabiano 2. Ferrasse 3. Marcel Salva 4. Cerdan 5. Torres 6. Gambarutti 7. Calman 8. Fortuné 9. Bagur 10. Déléo 11. Mercadal |  |

### Demi-finales
- Résultats des demi-finales du Championnat d'Afrique du Nord 1953-1954:
- matchs des demi-finales joués le 30 mai 1954[7],[8]:

|   | Date | Club                 | Score | Club                     | Lieu  |
| - | ---- | -------------------- | ----- | ------------------------ | ----- |
| 1 |      | CS Hammam Lif (LTFA) | 1 - 0 | ESFM Guelma (LCFA)       | Tunis |
| 2 |      | SC Bel-Abbès (LOFA)  | 3 - 0 | Racing Casablanca (LMFA) | Oran  |

| Titulaires : |  |
| |  |
| 1. Abdelhafidh Bazine 2. Hammouda Azzouna 3. Compiano 4. Abdelaziz labreche Zouari 5. Gaëtano Chiarenza 6. Hassen Chabri 7. Saâd Karmous 8. Mustapha Chennoufi 9. Ali Ben Jeddou 10. Alphonse Cassar 11. Mejri Henia |  |

| Titulaires : |  |
| |  |
| 1. Hamid Belhaouès 2. Chemani 3. Hanud Abda 4. Ben Saâda 5. Charfi 6. Mohamed Boujemâa 7. Abda II 8. Boujemâa II 9. Abda III 10. Rachid Saïdi 11. Messaoud Dafri |  |

| Titulaires : |  |
| |  |
| 1. Abdelhafidh Bazine 2. Hammouda Azzouna 3. Compiano 4. Abdelaziz labreche Zouari 5. Gaëtano Chiarenza 6. Hassen Chabri 7. Saâd Karmous 8. Mustapha Chennoufi 9. Ali Ben Jeddou 10. Alphonse Cassar 11. Mejri Henia |  |

| Titulaires : |  |
| |  |
| 1. Hamid Belhaouès 2. Chemani 3. Hanud Abda 4. Ben Saâda 5. Charfi 6. Mohamed Boujemâa 7. Abda II 8. Boujemâa II 9. Abda III 10. Rachid Saïdi 11. Messaoud Dafri |  |

| Titulaires : |  |
| |  |
| 1. Di Orio 2. Manolo Rodriguez 3. Cano 4. Piou Diaz 5. André Liminana 6. Slimane Ben Yamina 7. Jean Marion 8. Aber Djilali 9. Hubert Gros 10. Gomez 11. Amato Olmiccia |  |
| Entraîneur : |  |
| René Rebibo |  |

| Titulaires : |  |
| |  |
| 1. Lang 2. Tijani 3. Bouchaib 4. Lahcene 5. Mokhtar 6. Pascual 7. Braizza 8. Smain 9. Abad 10. Chicha 11. Abdesslem |  |
| Entraîneur : |  |
| D.Pilar |  |

| Titulaires : |  |
| |  |
| 1. Di Orio 2. Manolo Rodriguez 3. Cano 4. Piou Diaz 5. André Liminana 6. Slimane Ben Yamina 7. Jean Marion 8. Aber Djilali 9. Hubert Gros 10. Gomez 11. Amato Olmiccia |  |
| Entraîneur : |  |
| René Rebibo |  |

| Titulaires : |  |
| |  |
| 1. Lang 2. Tijani 3. Bouchaib 4. Lahcene 5. Mokhtar 6. Pascual 7. Braizza 8. Smain 9. Abad 10. Chicha 11. Abdesslem |  |
| Entraîneur : |  |
| D.Pilar |  |

### Finale
- Résultats de la finale du Championnat d'Afrique du Nord 1953-1954

La finale joués le 6 juin 1954:
|   | Date | Club                | Score | Club                 | Lieu |
| - | ---- | ------------------- | ----- | -------------------- | ---- |
| 1 |      | SC Bel-Abbès (LOFA) | 6 – 1 | CS Hammam Lif (LTFA) | Oran |

| Titulaires : |  |
| |  |
| 1. Christian Di Orio (27 ans) 2. Manolo Rodriguez 3. Cano 4. Cyprien Diaz dit Piou (23 ans) 5. André Liminana 6. Slimane Benyamina (22 ans) 7. Jean Marion (24 ans) 8. Djilali Aber (26 ans) 9. Huber Gros (26 ans) 10. Gomez 11. Barthelemy Olmiccia dit Bartho (26 ans) |  |
| Entraîneur : |  |
| René Rebibo |  |

| Titulaires : |  |
| |  |
| 1. Abdelhafidh Bazine 2. Hammouda Azzouna 3. Mustapha Mennaoui 4. Compiano 5. Hacene Chabri 6. Gaetano Chiarenza 7. Mustapha Chennoufi 8. Ahmed Azzouz 9. Alphonse Cassar 10. Ali Ben Jeddou 11. Mejri Henia |  |

| Titulaires : |  |
| |  |
| 1. Christian Di Orio (27 ans) 2. Manolo Rodriguez 3. Cano 4. Cyprien Diaz dit Piou (23 ans) 5. André Liminana 6. Slimane Benyamina (22 ans) 7. Jean Marion (24 ans) 8. Djilali Aber (26 ans) 9. Huber Gros (26 ans) 10. Gomez 11. Barthelemy Olmiccia dit Bartho (26 ans) |  |
| Entraîneur : |  |
| René Rebibo |  |

| Titulaires : |  |
| |  |
| 1. Abdelhafidh Bazine 2. Hammouda Azzouna 3. Mustapha Mennaoui 4. Compiano 5. Hacene Chabri 6. Gaetano Chiarenza 7. Mustapha Chennoufi 8. Ahmed Azzouz 9. Alphonse Cassar 10. Ali Ben Jeddou 11. Mejri Henia |  |

|  |  |

| Championnat d'Afrique du Nord Vainqueur 1953-1954 |
| ------------------------------------------------- |
| Sporting Club Bel-Abbès Septième titre            |

## Meilleurs buteurs
| Rang | Joueur         | Club                 | Buts |
| ---- | -------------- | -------------------- | ---- |
| 1    | Gomez          | SC Bel-Abbès (LOFA)  | 4    |
| 2    | Aber Djilali   | SC Bel-Abbès (LOFA)  | 3    |
| 3    | Amato Olmiccia | SC Bel-Abbès (LOFA)  | 2    |
| 4    | Hubert Gros    | SC Bel-Abbès (LOFA)  | 2    |
| 5    | Déléo          | GS Alger (LAFA)      | 1    |
| 5    | Ali Ben Jeddou | CS Hammam Lif (LTFA) | 1    |
| 5    | Jean Marion    | SC Bel-Abbès (LOFA)  | 1    |